# Referendo constitucional no Níger em 2010
O referendo constitucional nigerino de 2010 foi realizado em 31 de outubro, logo após o golpe de Estado de fevereiro. O texto garantia vantagens aos golpistas.

## Resultados
O sim obteve 3.124.152, ou seja, 90,18% dos votos enquanto o não, 340.115, ou 9,82% dos votos. Brancos e nulos somaram 74.059 (2,09%) votos.